# 枫香侗族仡佬族乡
枫香侗族仡佬族乡是中华人民共和国贵州省铜仁市石阡县下辖的一个民族乡。

## 行政区划
枫香侗族仡佬族乡下辖以下村级行政区划单位：
枫香村、鸳鸯湖村、明星村、金丰村、新栗村、四方井村、黄金山村、梨子园村、屯山村、凉伞村、地古屯村和新屯村。